# 巴西拉迪奧鯰
巴西拉迪奧鯰，為輻鰭魚綱鯰形目鼬鯰科的其中一種，為熱帶淡水魚，分布於南美洲巴西São Sebastião淡水流域，體長可達22公分，棲息在底中層水域，生活習性不明。